# The Art of Computer Programming
The Art of Computer Programming je opsežna monografija koju je napisao Donald Knuth i koja pokriva mnoge vrste programskih algoritama i njihovu analizu. Knuth je započeo projekt, izvorno planiran kao jedna knjiga, još 1962. Prva su tri sveska objavljena brzim sljedovanjem, počinjući s prvim sveskom 1968., drugim sveskom 1969. i trećim sveskom 1973. Prvi dio 4. sveska je objavljen u veljači 2005. Dodatne su objave planirane približno dvaput godišnje s prekidom prije petog fascicle-a kako bi se završila "Selected Papers" serija.